# Serpaize
Serpaize és un municipi francès situat al departament de la Isèra i a la regió d'Alvèrnia-Roine-Alps. L'any 2007 tenia 1.419 habitants.

## Demografia

### Població
El 2007 la població de fet de Serpaize era de 1.419 persones. Hi havia 491 famílies de les quals 70 eren unipersonals (22 homes vivint sols i 48 dones vivint soles), 178 parelles sense fills, 230 parelles amb fills i 13 famílies monoparentals amb fills.
La població ha evolucionat segons el següent gràfic:
Habitants censats

### Habitatges
El 2007 hi havia 524 habitatges, 506 eren l'habitatge principal de la família, 9 eren segones residències i 10 estaven desocupats. 508 eren cases i 16 eren apartaments. Dels 506 habitatges principals, 451 estaven ocupats pels seus propietaris, 45 estaven llogats i ocupats pels llogaters i 9 estaven cedits a títol gratuït; 6 tenien dues cambres, 34 en tenien tres, 129 en tenien quatre i 337 en tenien cinc o més. 435 habitatges disposaven pel capbaix d'una plaça de pàrquing. A 153 habitatges hi havia un automòbil i a 333 n'hi havia dos o més.

### Piràmide de població
La piràmide de població per edats i sexe el 2009 era:
| Homes | Edats   | Dones |
| ----- | ------- | ----- |
| 0     | 95 o +  | 0     |
| 0     | 90 a 94 | 0     |
| 0     | 85 a 89 | 4     |
| 0     | 80 a 84 | 12    |
| 16    | 75 a 79 | 8     |
| 8     | 70 a 74 | 12    |
| 24    | 65 a 69 | 16    |
| 28    | 60 a 64 | 36    |
| 52    | 55 a 59 | 32    |
| 40    | 50 a 54 | 52    |
| 68    | 45 a 49 | 72    |
| 48    | 40 a 44 | 40    |
| 52    | 35 a 39 | 56    |
| 28    | 30 a 34 | 40    |
| 16    | 25 a 29 | 20    |
| 40    | 20 a 24 | 36    |
| 68    | 15 a 19 | 60    |
| 44    | 10 a 14 | 72    |
| 32    | 5 a 9   | 48    |
| 32    | 0 a 4   | 32    |

## Economia
El 2007 la població en edat de treballar era de 995 persones, 714 eren actives i 281 eren inactives. De les 714 persones actives 673 estaven ocupades (358 homes i 315 dones) i 40 estaven aturades (17 homes i 23 dones). De les 281 persones inactives 118 estaven jubilades, 89 estaven estudiant i 74 estaven classificades com a «altres inactius».

### Ingressos
El 2009 a Serpaize hi havia 509 unitats fiscals que integraven 1.424,5 persones, la mediana anual d'ingressos fiscals per persona era de 23.125 €.

### Activitats econòmiques
Dels 38 establiments que hi havia el 2007, 1 era d'una empresa alimentària, 2 d'empreses de fabricació d'altres productes industrials, 13 d'empreses de construcció, 7 d'empreses de comerç i reparació d'automòbils, 2 d'empreses d'hostatgeria i restauració, 1 d'una empresa financera, 1 d'una empresa immobiliària, 5 d'empreses de serveis, 1 d'una entitat de l'administració pública i 5 d'empreses classificades com a «altres activitats de serveis».
Dels 11 establiments de servei als particulars que hi havia el 2009, 1 era un taller de reparació d'automòbils i de material agrícola, 1 paleta, 1 guixaire pintor, 1 fusteria, 2 lampisteries, 3 electricistes, 1 perruqueria i 1 restaurant.
L'únic establiment comercial que hi havia el 2009 era una fleca.
L'any 2000 a Serpaize hi havia 18 explotacions agrícoles que ocupaven un total de 472 hectàrees.

## Equipaments sanitaris i escolars
El 2009 hi havia 1 escola maternal i 1 escola elemental.

## Poblacions més properes
El següent diagrama mostra les poblacions més properes.